# 理論性定義
理论性定义（theoretical definition）又称概念型定义（conceptual definition），是学科中其中一个术语，作为詮釋现象的方法，這是方便對潛在相關事件進行定義和解釋。理论性定义包含内建的理论，它不會简化描述，而且理論性定義一般包含归纳推理和演绎推理的结果。

## 在不同的领域

### 科学界
“ 科学理论”為被广泛接受的概念。科學定律通常是指可以通过数学來陈述。但是关于这些术语之间的区别尚无共识。 每个科学概念必须賦予一個操作定义 ，並且操作定义可以使用直接观察和潜变量。

#### 自然科学
在自然科学中，概念是从观察中得出结论。

#### 社会与健康科学
社会科学和卫生科学与非经验领域中相互作用，并使用基于從观察得到的概念和现有概念。從而分析智力、种族和性别。 
- 在心理学中，“概念定义”用于概念变量。[6]

### 跨学科的
大多数跨学科领域都旨在解决特定的现实世界问题，并且跨学科领域中的理论定义仍在不断发展。 

## 例子
| 重量的定义               | 重量的定义                   |
| 理论或概念定义           | 操作定义                     |
| ------------------------ | ---------------------------- |
| 作用在物体上的重力的量度 | 在弹簧秤上测量物体所得的数值 |

### 在自然科学中
作为原子的各种构型的物质的定义是理论定义，而作为反射光的特定波长的颜色的定义也是理论定义。 

#### 物理
狭义相对论的第一個假設是，真空中的光速對於所有慣性觀測者都是相同的（即它是一個常數，因此長度是良好的度量）。有趣的是，該理論概念是以操作定義來定義儀表長度作為基礎，該儀表長度是“在1 / 299,792,458秒的時間間隔內，光在真空中的行進距離”。因此，我们根据现代科学理论中包含的其他思想定义了“米”。由於理論定義有嚴謹性，因此人們都無法拒绝理论定义所依据的理论。除此以外，在辯論中任何一方都不会使用其他人不接受的术语来提升其論據。
热能解释了各种自然定律的集合，这些定律可以预测某些结果。

### 在社会科学中

#### 心理學
在心理学中，智力的概念旨在解释认知能力。 最近的模型表明，与智力有关的運作可能涉及多个认知过程。  但是，一般智力因素得到了研究的相对支持，尽管存在爭議性。 

### 哲学
关于“思考”的不同理论定义，在人工智能哲学家之间引起了衝突，例如，对中文房间实验的不同回应就说明了这一点。    一些哲学家可能将“思想”仅称为“ 具有说服他人您可以思考的能力”。与该理论定義相对应的操作定义可以是简单的会话测试（例如 图灵测试），其他人则认为需要更好的理论和操作定义。

## 參看
- 定義
- 操作定義
- 說服性定義
- 哲學